# بنت الحواجز
بنت الحواجز هو الديوان الأول للشاعر العربي يعقوب زرقاني صدر العام 2012 عن دار الفارابي اللبنانية. يضم الديوان 16 نصاً شعرياً موزعين على 168 صفحة 

## نماذج من قصائد الديوان
يكتب الشاعر في قصيدة الصوت ;
| بنت الحواجز | مازلتُ كمئذنةٍ ... أنتَظرُ الصوتْ لم أُغيّرْ من وقفتي .. ها أنا .. بين منفى وسجونْ أنتَظرُ الصوتْ لا ولا قبلتي .. وجهتي أنتِ .. أنتِ وأنا ... ها أنا ... أنتَظرُ الصوتْ تعب الظلُّ مني ولم أتعبْ بيد أني ... أدري بأنْ لا صوتَ هنالكَ يجمعُ عمراً منفياً يتشظى بين الجاهلِ والمجهولْ لا شيء هنالكَ قد يحيي عشقاً وردياً مقتولاً ... مقتولْ | بنت الحواجز |

## وصلات خارجية
- الموقع الشاعر الرحّال , الموقع الرسمي